# Де Фрейтас, Эурику
Эурику Тейшейра де Фрейтас (порт. Eurico Teixeira de Freitas; 21 мая 1902, Рио-де-Жанейро — 19 сентября 1991, Рио-де-Жанейро) — бразильский легкоатлет, выступавший в прыжках в высоту, в длину, с шестом и барьерном беге. Участник летних Олимпийских игр 1924 года.

## Биография
Эурику де Фрейтас родился 21 мая 1902 года в бразильском городе Рио-де-Жанейро.
Выступал в легкоатлетических соревнованиях за «Тиете» из Сан-Паулу. В июле 1919 года победил в Сан-Паулу в прыжках в высоту и прыжках с шестом на первом зарегистрированном легкоатлетическом турнире в Бразилии. В том же году впервые стал рекордсменом страны в прыжках с шестом и впоследствии ещё шесть раз улучшал достижение. Также устанавливал рекорды Бразилии в прыжках в высоту и длину и в беге на 110 метров с барьерами.
В 1924 году вошёл в состав сборной Бразилии на летних Олимпийских играх в Париже. В прыжках с шестом поделил 11-14-е места в квалификации, показав результат 3,40 метра — на 26 сантиметров меньше норматива, дававшего право выступить в финале.
В 1925 году впервые стал чемпионом Бразилии в прыжках в высоту.
Умер 19 сентября 1991 года в Рио-де-Жанейро.

## Личные рекорды
- Бег на 100 метров с барьерами — 16,3[2]
- Прыжки в высоту — 1,815 (1921)[2]
- Прыжки с шестом — 3,51 (1923)[2]